# Jessi Uribe
Yesid Eduardo Uribe Ordóñez (Bucaramanga; 22 de marzo de 1987), más conocido como Jessi Uribe, es un cantante y músico colombiano, reconocido principalmente por su participación en los realities La Voz Colombia y A otro nivel del Canal Caracol.

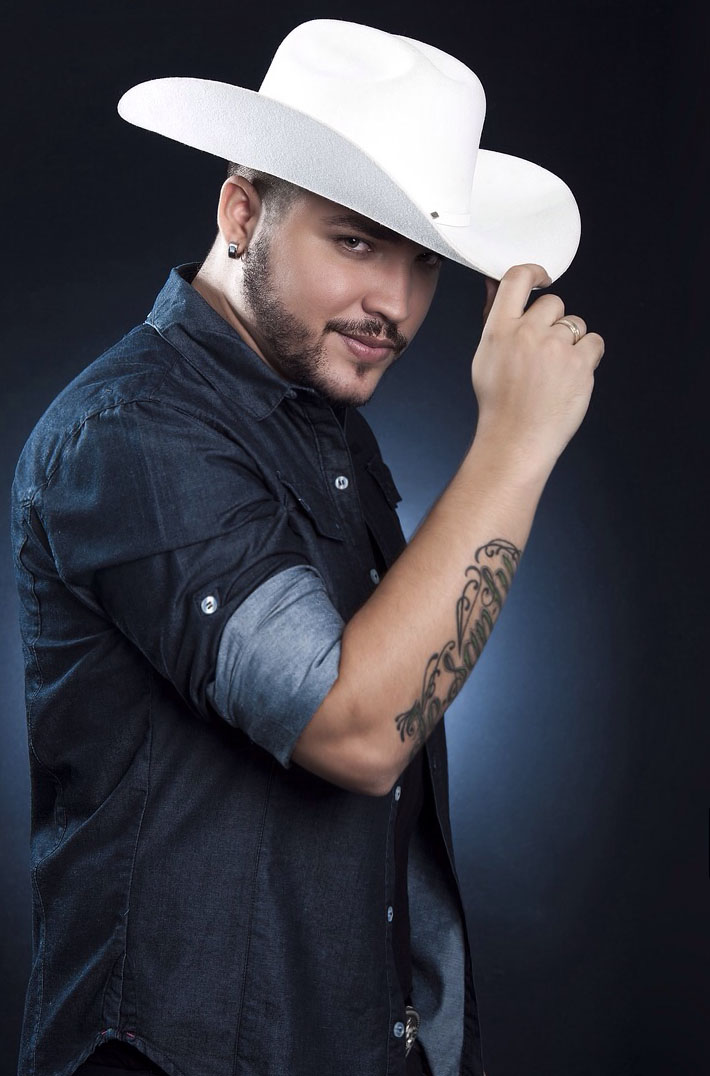
Jessi Uribe.

## Biografía
Nació en Bucaramanga el 22 de marzo de 1987, hijo de Penélope Ordóñez y Fernando Uribe.  Creció en un medio musical por medio de su padre que es cantante de mariachi, y que era quien lo llevaba a sus presentaciones en una discoteca reconocida de la ciudad. Siguiendo el talento familiar, empezó a cantar desde muy temprano en diferentes escenarios donde fue encontrando el gusto por el género popular y ranchero.
Tiene 4 hijos producto de su primer matrimonio, el cual terminó en 2019 luego de doce años porque Jessi se enamoró de la también cantante Paola Jara.
Como compositor, sus letras han sido grabadas por  artistas en diferentes géneros de índole popular y ranchero; Francy grabó “Déjalo libre y ahora si me buscas”. También dos de las canciones recientes del álbum "Ahora" de Christian Nodal quien ganó un Latin Grammy con este, quien forma parte de su nuevo álbum. Además se encuentra preparando colaboraciones con otros artistas de la música popular.
En el año 2008 se presentó en un concurso llamado Latin American Idol, donde fue elegido de entre 15 participantes, quedando entre los veinte artistas de Colombia que fueron a representar su país en Argentina, logrando así formar parte de los cincuenta mejores de Latinoamérica.
En el año 2013 se presentó en el reality La voz. Fue escogido para formar parte del equipo de los jurados Fanny Lu y Andrés Cepeda . Sin embargo, fue eliminado más adelante.
En el 2017 participó en el reality A otro nivel, siendo escogido por los jurados Fonseca, Kike Santander y Silvestre Dangond para continuar en la competencia y avanzar a la siguiente ronda. Logró una destacada participación, llegando hasta la final junto al participante Jair Santritch, quedando en segundo lugar y obteniendo más del 4% de la votación del público.
Posteriormente de la mano de su actual disquera «Mano de Obra» lanzó el tema «pata sola music», con el cual obtuvo un empuje fundamental en su carrera, ya que logró más de 440 millones de reproducciones en YouTube videoclip dirigido por su amigo Edwin Jaimes, rodado en Bucaramanga en 2017. Este tema le traería la fama a nivel nacional.
Más adelante, Jessi lanzaría sencillos musicales importantes para el género popular como «Salgamos del armario», «ok», «Repítela», «El Último roscón» entre otros. Hasta el día de hoy, ha tenido colaboraciones con importantes artistas del género, tales como Jhonny Rivera, Paola Jara, Andy Rivera y Espinoza Paz.
En el año 2019, fue escogido para formar parte del jurado del programa Yo me llamo, junto a Amparo Grisales y César Escola, algo que fue muy positivo para su carrera musical debido a que el programa presenta una muy buena cantidad de audiencia en Colombia.
En 2020 hizo una aparición en la novela Amar y vivir estrenada a principios de año. En ella debutó como actor pero como él mismo cantando junto a Irene (Ana María Estupiñan).

## Discografía

### Álbumes de estudio
Grupo Dominnio
- 2013 - Tu mejor recuerdo

Solista
- 2015 - Vuelve a ser mi novia
- 2019 - Repítelas
- 2020 - Jessi Uribe Live

## Premios y nominaciones

### Premios Nuestra Tierra
| Año  | Nominado                                             | Galardón                     | Resultado | Ref.   |
| ---- | ---------------------------------------------------- | ---------------------------- | --------- | ------ |
| 2020 | Alguien Me Gusta (feat. Andy Rivera y Jhonny Rivera) | Canción del Año              | Nominado  | [ 21 ] |
| 2020 | Como Si Nada (feat. Paola Jara)                      | Canción popular del Año      | Nominado  | [ 21 ] |
| 2020 | Alguien Me Gusta (feat. Andy Rivera y Jhonny Rivera) | Canción popular del Año      | Nominado  | [ 21 ] |
| 2020 | Jessi Uribe                                          | Artista popular del Año      | Ganador   | [ 21 ] |
| 2020 | Jessi Uribe                                          | Artista favorito del público | Nominado  | [ 21 ] |
| 2020 | Alguien Me Gusta (feat. Andy Rivera y Jhonny Rivera) | Canción del público          | Nominado  | [ 21 ] |
| 2020 | Dulce Pecado                                         | Canción del público          | Nominado  | [ 21 ] |
| 2021 | Jessi Uribe                                          | Artista del Año              | Nominado  |        |
| 2021 | La Conquista (feat. Paola Jara)                      | Canción popular del Año      | Ganador   |        |
| 2021 | Se Te Nota (feat. Pipe Bueno)                        | Canción popular del Año      | Nominado  |        |
| 2021 | Jessi Uribe                                          | Artista popular del Año      | Ganador   |        |
| 2021 | La conquista Tour (con Paola Jara)                   | Mejor gira concierto         | Nominado  |        |
| 2021 | Jessi Uribe                                          | Artista favorito del público | Nominado  |        |
| 2021 | Se Te Nota (feat. Pipe Bueno)                        | Canción del público          | Nominado  |        |
| 2021 | La Conquista (feat. Paola Jara)                      | Canción del público          | Nominado  |        |
| 2022 | Jessi Uribe                                          | Artista popular del Año      | Nominado  |        |
| 2022 | Jessi Uribe                                          | Artista favorito del público | Nominado  |        |
| 2023 | Mi Debilidad                                         | Canción popular del Año      | Nominado  |        |
| 2023 | Jessi Uribe                                          | Artista popular del Año      | Nominado  |        |
| 2024 | El Malo (Remix) (feat. Nico Hernández y Pipe Bueno)  | Canción popular del Año      | Nominado  |        |
| 2024 | Jessi Uribe                                          | Artista popular del Año      | Nominado  |        |

### Premios Latin Plug
| Año  | Trabajo nominado | Categoría       | Resultado | Ref.   |
| ---- | ---------------- | --------------- | --------- | ------ |
| 2021 | Jessi Uribe      | Artista del año | Nominado  | [ 22 ] |

### Premios Juventud
| Año  | Nominado                                 | Galardón                             | Resultado | Ref.   |
| ---- | ---------------------------------------- | ------------------------------------ | --------- | ------ |
| 2021 | El mismo                                 | Nueva generación regional mexicano   | Nominado  | [ 23 ] |
| 2021 | El Alumno (Ft. Joss Favela)              | Mejor Canción Mariachi-Ranchera      | Nominado  | [ 23 ] |
| 2023 | La Boda (Ft. Paola Jara)                 | Mejor canción en pareja              | Nominado  |        |
| 2023 | Si Ya Hiciste Mal (Ft. Luis R Conriquez) | Mejor Colaboración Regional Mexicana | Nominado  |        |

### Premios Lo Nuestro
| Año  | Nominado                   | Galardón                               | Resultado | Ref.   |
| ---- | -------------------------- | -------------------------------------- | --------- | ------ |
| 2022 | El Alumno (t. Joss Favela) | Colaboración del Año – Música Mexicana | Nominado  |        |
| 2024 | Si Ya Hiciste el Mal       | Canción Banda del Año                  | Nominado  | [ 24 ] |
| 2024 | Si Ya Hiciste el Mal       | Colaboración del Año – Música Mexicana | Nominado  | [ 24 ] |